# Seastars
Seastars är ett dansband från Sverige, bildat 1976 i Göteborg.
Medlemmarna vid starten var Thord Lundquist (trummor och sång), Per Wikström (keyboards), samt bröderna Johan (elbas och sång) och Anders Sandin (sång och gitarr). Anders var då 13 år gammal, de andra 11 gamla. De första spelningarna bestod mest av framträdanden på fritidsgårdarna i och omkring Göteborg. Bandet blev dock snabbt populärt, och fick vara med i TV-programmet 'Discotaket med Julius Malmström.
1977 gick bandet in i en inspelningsstudion för första gången. Där spelade man in en skiva med låtarna Superstar och Marie-Louise. 1978 deltog bandet återigen i TV, då i frågesportprogrammet Vi i femman.
1986 började gitarristen Jimmy Birgersson i bandet. 1988 ersattes Per Wikström av Janne Sundberg. Seastars började nu spela dansbandsmusik på heltid. Man medverkade bland annat i TV-programmet Fredans, med Bjarne Lundqvist som programledare. Han var trummis och pappa till Thord.
1992 deltog bandet för första gången i Bingolotto, därefter blev det ytterligare fem gånger till i TV 4, samt flera medverkande i TV 21 (som sändes lokalt över Göteborg).
I början av 1996 slog bandet igen med melodin ''Midnight Blue, som blev en hit på Svensktoppen. Melodin placerade sig som bäst på tredje plats under de nio veckor den låg på listan.
I mitten av samma år låg bandet även på Svensktoppen i en vecka med låten Vem kan leva utan kärlek.
1997 släpptes bandets första full-CD, Om igen, som fick mycket bra kritik i Göteborgs-Tidningen, Aftonbladet, Expressen och danstidningen Får jag lov.
I juni 1997 slutade Jimmy Birgersson, och ersattes av Maxi Jäsklid på gitarr. I juni 2002 lämnade även Maxi Jäsklid bandet, och ersattes av Thomas Olofsson, tidigare kapellmästare i Tiffany.
I augusti 2008 slutar Thomas Olofsson och ersätts av Maxi Jäsklid som återvänder till bandet igen. 

## Bandmedlemmar
- 1976- Anders Sandin (född 28 november 1962) - sång och akustisk gitarr
- 1976- Thord Lundqvist (född 13 mars 1965) - trummor och sång
- 1976- Johan Sandin (född 17 augusti 1965) - elbas och sång
- 1976- 1988 Per Wikström (född 11 januari 1965 - keyboards och sång
- Mars 1988- Janne Sundberg (född 20 oktober 1968) - keyboards och sång
- Juni 1997-aug 2002, åter 2008- Maxi Jäsklid (född 20 november 1965) - elgitarr och sång

## Melodier på Svensktoppen
- Midnight Blue - 1996
- Vem kan leva utan kärlek - 1996

### Testades på Svensktoppen men missade listan
- Kärlekens rum - 1997
- Om igen - 1997